# エグゼクティブ・エクスプレス

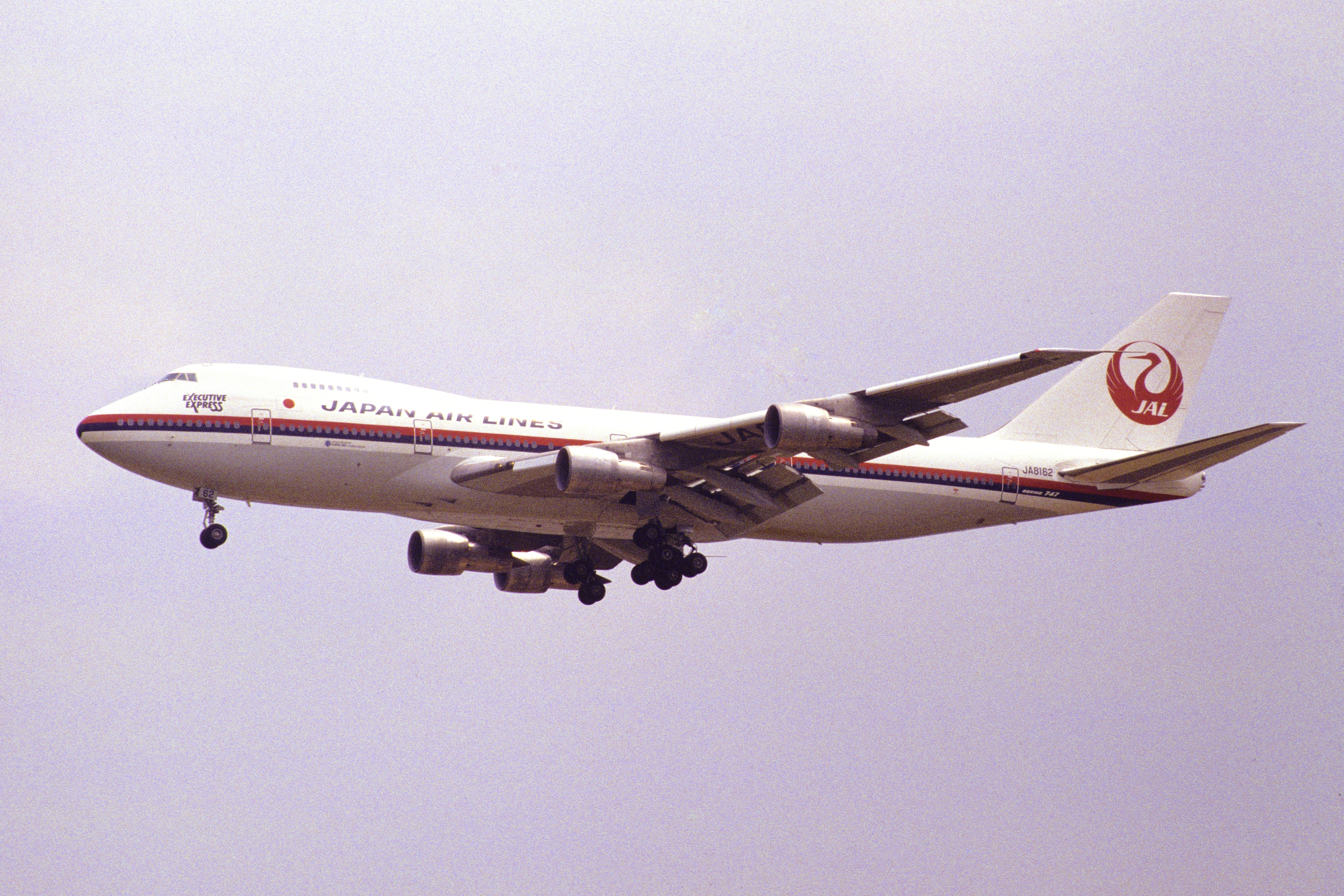
エグゼクティブ・エクスプレス B747-200B（JA8162）

エグゼクティブ・エクスプレス（Executive Express）は、かつて日本航空（JAL）が運航していたボーイング747特別仕様機の名称である。
東京（新東京国際空港）～ニューヨーク（ジョン・F・ケネディ国際空港）直行便専用機材としてボーイング747-200Bをベースに高出力エンジンへの変更や燃料タンクの増設など動力性能における部分の改良を実施。これにより同じ東京～ニューヨーク線直行便用機材として先行開発されたボーイング747-SPと同等の航続距離性能を確保した。

## 概要
JALでは初めて東京（新東京国際空港）～ニューヨーク（ジョン・F・ケネディ国際空港）間の11,280kmを直行できるようになった機材である。
それまでのJALの東京～ニューヨーク線はダグラスDC-10によるアンカレッジ経由での運航であったが、競合するパンアメリカン航空（パンナム）は、11,000km以上の超長距離性能を有するボーイング747-SP（以下747SPと表記）を使用して直行便を運航していた。当時、11,000km以上の航続距離をもつ旅客機は747SPしか存在せず、747SPを保有していないJALにおいて（当時）東京～ニューヨーク間を直行できる機材は存在しなかった。
1983年、パンナムに対抗してニューヨーク線の直行便化を行なう際に前述のボーイング747-200B（以下200Bと表記）の超長距離仕様を導入することを決定した。この特別仕様機であるボーイング747-246B（「246B」の「46」はボーイングがJALに割り当てたカスタマーコード）は1983年に2機（JA8161・JA8162）が導入されて同年7月1日から運航を開始した。さらに3年後の1986年にも1機 (JA8169) が追加導入された。
機首には「EXECUTIVE EXPRESS」と専用のロゴが描かれ（JALの）他の機材とは外観上も区別された。

## 特徴
本来JALの保有する200Bが搭載しているエンジンはプラット・アンド・ホイットニー (P&W) のJT9D-7Qであったが、本機材では747-300用に開発された当時最新式のJT9D-7R4G2を搭載した。さらに、これまでの200Bの性能を超える長距離飛行に対応するべく、燃料タンクの増設も行なった。これにより、747SPと同等の航続距離を確保することができた。
また、成田 - ニューヨークJFK線（往路 JAL6便、復路 JAL5便）ではビジネス客をターゲットとすることになったことから、客室コンフィギュレーション（座席配置）についてもビジネス客に特化した内容（ファーストクラス44席・ビジネスクラス128席・エコノミークラス114席）とした。エコノミークラスは後方（4番目と5番目の非常口の間）総座席数に対してエコノミークラスが半数以下という旅客機となり、FCY3クラス制が定着していた当時の航空業界の常識としては異例の座席配置となった。
また後から導入されたJA8169では、通信衛星経由で通信が可能な「サテライトコミュニケーションシステム」を装備していた。
なお、1985年6月22日には、ファーストクラス44席・ビジネスクラス204席・エコノミークラス0席という、完全にビジネス客向けに特化した座席配置で運航された。これはボーイング747が最大550席まで設置できることを考えれば非常に少ない定員で使用された例であり、通常の路線運航で使用されたボーイング747ではもっとも座席数が少ない座席配置であった。

## その後

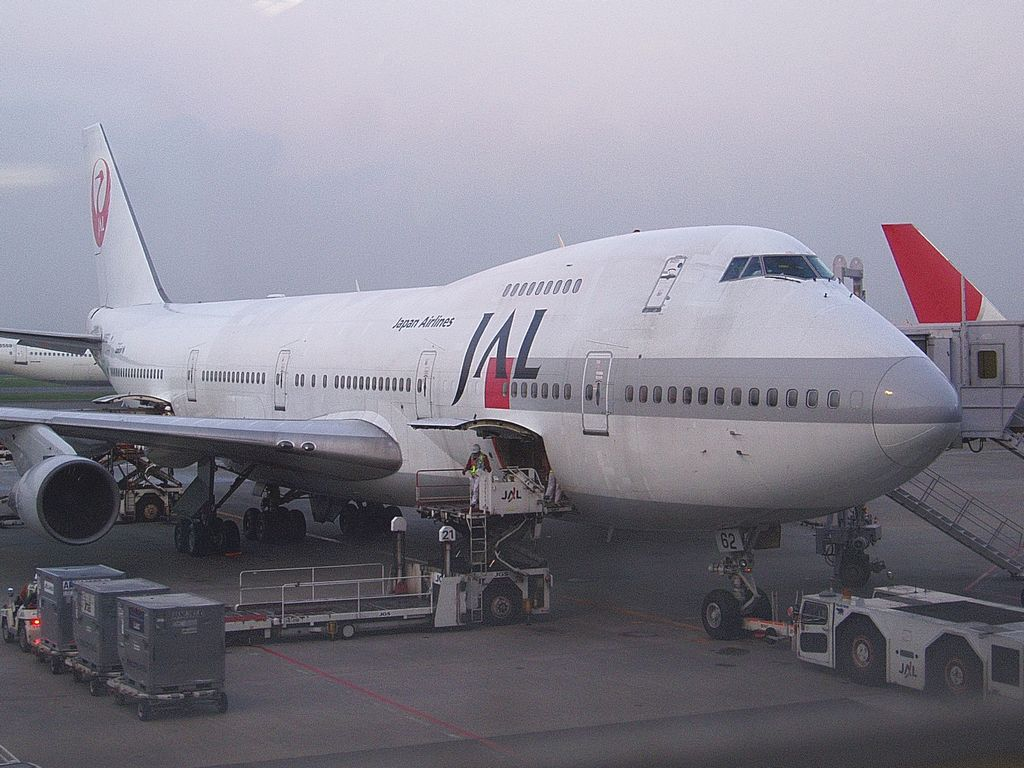
専用機指定を解除された後のJA8162

エンジン性能の向上により、ボーイング747-200Bでも超長距離の飛行が可能となり、この時期以降に製造された200Bでは、P&Wの標準エンジンがJT9D-7R4G2に変更され、航続距離も11397kmにまで延長された。また、ボーイング747の中では特殊な仕様である747SPの発注は途絶え、747SPは45機で製造を終了することになった。
JALの導入した特別仕様機は、ボーイング747-400（ダッシュ400）が登場したことでニューヨーク線専用機の指定を解かれ、その後は通常の国際線機材と同様の客室設備で運航された。また、2000年以降にJA8161・JA8169の2機については貨物機に改造された。その後、2007年までに退役している。JA8161も2007年に退役している。
ブリティッシュ・エアウェイズはロンドン・シティ空港とジョン・F・ケネディ空港間を全席ビジネスクラスのみに改装したエアバスA318型機で就航している。シンガポール航空は2008年5月15日、全席ビジネスクラス100席のみに改装したエアバスA340-500型機をシンガポール～ニューアーク間で運航開始していた。また、同年9月21日からシンガポール～ロサンゼルス線でも同機材使用で毎日運航していた。